# Atrioventrikulární blokáda
Atrioventrikulární blokáda (zkratka AV blokáda) je porucha srdečního rytmu, jejímž podkladem je porušené vedení vzruchu v oblasti AV junkce, tedy atrioventrikulárního uzlu a Hisova svazku. Tyto části převodního systému srdečního zajišťují převod vzruchu ze srdečních předsíní na komory. Při těžším stupni blokády tak dochází k narušení koordinace stahu předsíní a komor.

## Dělení
Rozlišují se tři stupně AV blokády:
- I. stupeň – je zpomaleno vedení přes AV junkci. Na EKG se tak projeví prodloužením intervalu PQ nad 0,2 sekundy, přičemž tento interval se během záznamu nemění.
PQ interval je úsek mezi začátkem vlny P, která odpovídá stahu síní, a QRS komplexu, který odpovídá stahu komor. Na rozdíl od dalších stupňů je zde každá vlna P následovaná komplexem QRS.
- II. stupeň – rozlišují se dva podtypy –
  - Mobitz I (Wenckebachovy periody) – doba převodu vzruchu ze síní na komory se postupně prodlužuje, až se poslední vzruch ze síní nepřevede. Toto se periodicky opakuje, perioda trvá několik srdečních stahů. Na EKG se pozoruje postupné prodlužování intervalu PQ, po poslední vlně P v dané periodě nenásleduje komorový komplex, ale další vlna P. Podle poměru vln P ke komorovým komplexům se blokáda označuje jako 5:4, 4:3 či 3:2 (se závažností blokády vzrůstající v tomto pořadí). Tento typ se vyskytuje při poruchách lokalizovaných většinou v AV uzlu („supranodální blokáda“), je méně závažný než Mobitz II.
  - Mobitz II – u tohoto typu se na komory nepřevádí každý druhý (event. třetí, čtvrtý atd.) vzruch. Na EKG se vyznačuje konstantním intervalem PQ, avšak každá druhá (či třetí, čtvrtá …) vlna P není následovaná komplexem QRS. Podle poměru vln P následovaných QRS komplexem a vln, po kterých k převodu nedojde, se označuje jako 2:1, 3:1 atd. Tento typ se objevuje při poruchách umístěných v dolní části Hisova svazku („infranodální blokáda“), snáze než Mobitz I přechází do úplné AV blokády a je tak závažnější.

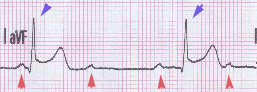
EKG u AV blokády III. stupně: červené šipky ukazují na vlny P, modré na komplexy QRS

- III. stupeň (úplná AV blokáda) – zcela přerušené vedení AV junkcí. Vzruch se na komory nepřevede, ty běží pomalejším náhradním rytmem. Tento pochází z místa za blokádou, což může být dolní část AV junkce (v tom případě je QRS komplex normálního štíhlého tvaru) či až v komorách (pak se vzruch po komorách šíří abnormální cestou, což má za následek široký aberantní QRS komplex). Obvyklá frekvence je 30 až 40 QRS komplexů (stahů) za minutu. Na EKG se projeví přítomností pravidelných P vln, které nejsou následovány normálním QRS komplexem, a QRS komplexů, které se objevují s pomalejší frekvencí bez pravidelné vazby na vlny P.

## Příčiny
AV blokáda se může vyskytnout přechodně v souvislosti s akutním srdečním onemocněním, např. infarktem myokardu, zejména pokud postihuje spodní stěnu (tedy při uzávěru pravé věnčité tepny, z níž je většinou zásoben i AV uzel) či myokarditidou nebo být projevem intoxikace či předávkování léky (například srdečními glykosidy, betablokátory či některými blokátory kalciového kanálu). V těchto případech je možné očekávat ústup blokády po vyřešení základního stavu. U nemocných s chronickými nemocemi srdce jako např. ischemickou chorobou srdeční, těžšími chlopenními vadami či kardiomyopatiemi je porucha většinou trvalá.

## Projevy
AV blokáda prvního stupně se sama neprojeví. Jednotlivé typy však mohou do sebe vzájemně přecházet, proto nemocný se záchytem AV blokády I. stupně vzácněji může mívat potíže odpovídající blokádě vyššího stupně, pokud se u něj občasně objevuje.
Vyšší stupeň AV blokády (druhý či třetí) se projeví obvykle v důsledku pomalé tepové frekvence. Nemocný může prodělat synkopu (náhlou krátkodobou poruchu vědomí) či pociťovat celkovou slabost, nevýkonnost, závratě. V důsledku pomalé srdeční frekvence se také mohou objevit příznaky srdečního selhávání, zejména dušnost a špatná tolerance zátěže.

## Léčba
AV blokáda prvního stupně sama nevyžaduje léčbu (může si ji ale vyžádat akutní srdeční onemocnění, pokud je jeho projevem). Nutné je upravit případnou odchylku v krevní hladině důležitých iontů a zvážit úpravu dávkování léků, pokud je těmito vyvolaná. Každopádně je nutno se vyvarovat přidávání nových léků, které mohou vedení v AV uzlu dále zpomalovat.
Při AV blokádě druhého a třetího stupně je také nutno zvážit, zda je možno ovlivnit jejich příčinu a tu také léčit. Tento stav si vyžaduje většinou hospitalizaci a monitorování srdečního rytmu. Vzhledem k tomu, že u AV blokády druhého stupně typ Mobitz II a AV blokády třetího stupně běží srdce pomaleji, je nutné, pokud pomalý pulz dělá nemocným potíže, snažit se o zrychlení pulzu. Toho lze dosáhnout léky nebo kardiostimulací. Léky se používají pro zvládnutí akutních situací a v případech, kdy očekáváme, že se během kratší doby AV blokáda upraví. Použít lze atropin či izoprenalin. Na překlenutí období do úpravy poruchy se často a efektivněji používá dočasná kardiostimulace, kdy stimulační elektroda je zavedena nemocnému do pravé komory srdeční přes některou velkou žílu (v podklíčkové oblasti nebo na krku) a přístroj generující vzruchy zůstává mimo tělo. Po úpravě poruchy je jednoduše elektroda zase vytažena. Pokud je porucha trvalá, není podávání léků efektivní a je potřeba nemocnému implantovat trvalý kardiostimulátor. Ve většině případů jsou elektrody vedeny také přes žíly do srdce a přístroj zašit pod kůži horní části hrudníku. U AV blokády se obvykle zavádí dvě elektrody – jedna do pravé předsíně, která snímá její aktivitu, druhá do pravé komory, tou probíhá samotná stimulace. Toto umožní zachovat normální koordinaci mezi stahy předsíní a komor, kardiostimulátor zde vlastně přejímá funkci AV uzlu jako "převaděče" vzruchu. Mluví se o dvoudutinové kardiostimulaci, pracuje v režimu označovaném obvykle jako DDD. U nemocných s trvalou fibrilací síní se elektroda do síně nezavádí, neboť tyto stejně pracují zcela nekoordinovaně, a zavádí se jen stimulační elektroda komorová. Funkci kardiostimulátoru mají také některé další složitější přístroje (např. implantabilní kardioverter-defibrilátor).

## Prognóza
AV blokáda prvního stupně byla považovaná na nevýznamnou poruchu, na velkých studiích však bylo prokázáno, že nemocní trpící touto poruchou mají dvojnásobně zvýšené riziko vzniku fibrilace síní a trojnásobné riziko rozvoje AV blokády vyššího stupně.
Prognóza nemocných s vyšším stupněm AV blokády je dána zejména základním vyvolávajícím onemocněním a také včasností a účinností léčby.